# Meatu (Distrikt)
Meatu ist ein Distrikt in der tansanischen Region Simiyu mit dem Verwaltungszentrum in Mwanhuzi. Der Distrikt grenzt im Norden an den Distrikt Itilima, im Osten an die Region Arusha, im Süden an die Region Singida und im Westen an die Region Shinyanga und an den Distrikt Maswa.

## Geographie
Der Distrikt Meatu ist 8835 Quadratkilometer groß, hat 366.941Einwohner (Volkszählung 2022) und liegt im Südosten der Region Simiyu. Er ist sanft hügelig und hat im Osten fruchtbaren Lehmboden. Der nördliche Teil liegt etwa 1400 Meter über dem Meeresspiegel, der Süden bei 1000 Meter, daher wird das Land überwiegend nach Süden entweder in den Kitangirisee oder den Eyasisee entwässert. Die Niederschläge nehmen von Norden nach Süden ab, im Norden fallen bis zu 900 Millimeter Regen im Jahr, im Süden dagegen nur 400 Millimeter. Es gibt zwei Regenzeiten, die meisten Niederschläge fallen von November bis Dezember und von März bis April. Da die Niederschläge meist in lokalen Regengüssen fallen, sind sie sowohl gebietsabhängig als auch von Jahr zu Jahr unterschiedlich.

## Geschichte
Der Distrikt in der heutigen Form wurde 1987 nach der Teilung des Distrikts Maswa gegründet. Im Jahr 2012 kam Meatu von der Region Shinyanga zur Region Simiyu.

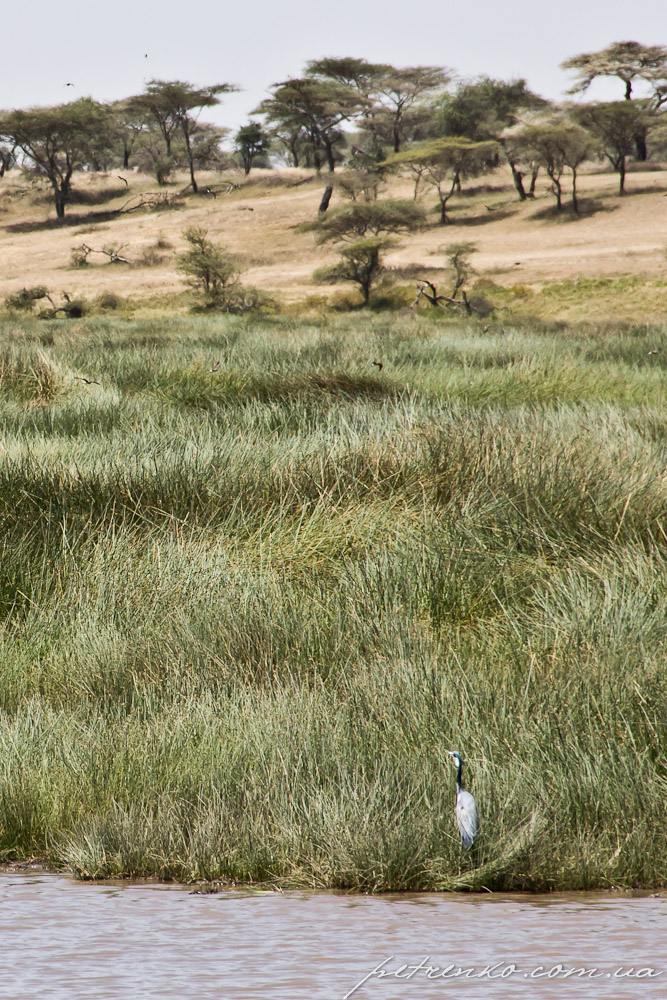
Landschaft in Meatu

## Verwaltungsgliederung
Der Distrikt ist in 29 Bezirke (Wards) gegliedert:
- Bukundi
- Imalaseko
- Isengwa
- Itinje
- Kabondo
- Kimali
- Kisesa
- Lingeka
- Lubiga
- Mbugayabanghya
- Mbushi
- Mwabuma
- Mwabusalu
- Mwabuzo
- Mwakisandu
- Mwamalole
- Mwamanimba
- Mwamanongu
- Mwamishali
- Mwandoya
- Mwangundo
- Mwanhuzi
- Mwanjolo
- Mwanyahina
- Mwasengela
- Ng'hoboko
- Nkoma
- Sakasaka
- Tindabuligi

## Bevölkerung
Die zahlenmäßig größte Ethnie in Meatu sind die Sukuma. Daneben leben auch Hadzabe, Nyiramba, Taturu und Nyisanzu im Distrikt. Von 2002 bis 2012 stieg die Bevölkerungsanzahl um 21 Prozent, das entspricht einem jährlichen Wachstum von 1,9 Prozent. Von den über Fünfjährigen konnten 51 Prozent Swahili und fünf Prozent Englisch und Swahili lesen und schreiben, 43 Prozent waren Analphabeten (Stand 2012). Bei der Volkszählung 2022 lebten 366.941 Menschen in 48.967 Haushalten.

## Einrichtungen und Dienstleistungen
- Bildung: Im Distrikt gibt es 111 Grundschulen und 22 weiterführende Schulen.
- Gesundheit: Für die medizinische Versorgung der Bevölkerung stehen ein Krankenhaus, drei Gesundheitszentren und 52 Apotheken zur Verfügung.
- Wasser: In städtischen Bereichen werden 34 Prozent der Bevölkerung mit Wasser versorgt, auf dem Land sind es 42 Prozent (Stand 2017).[1]

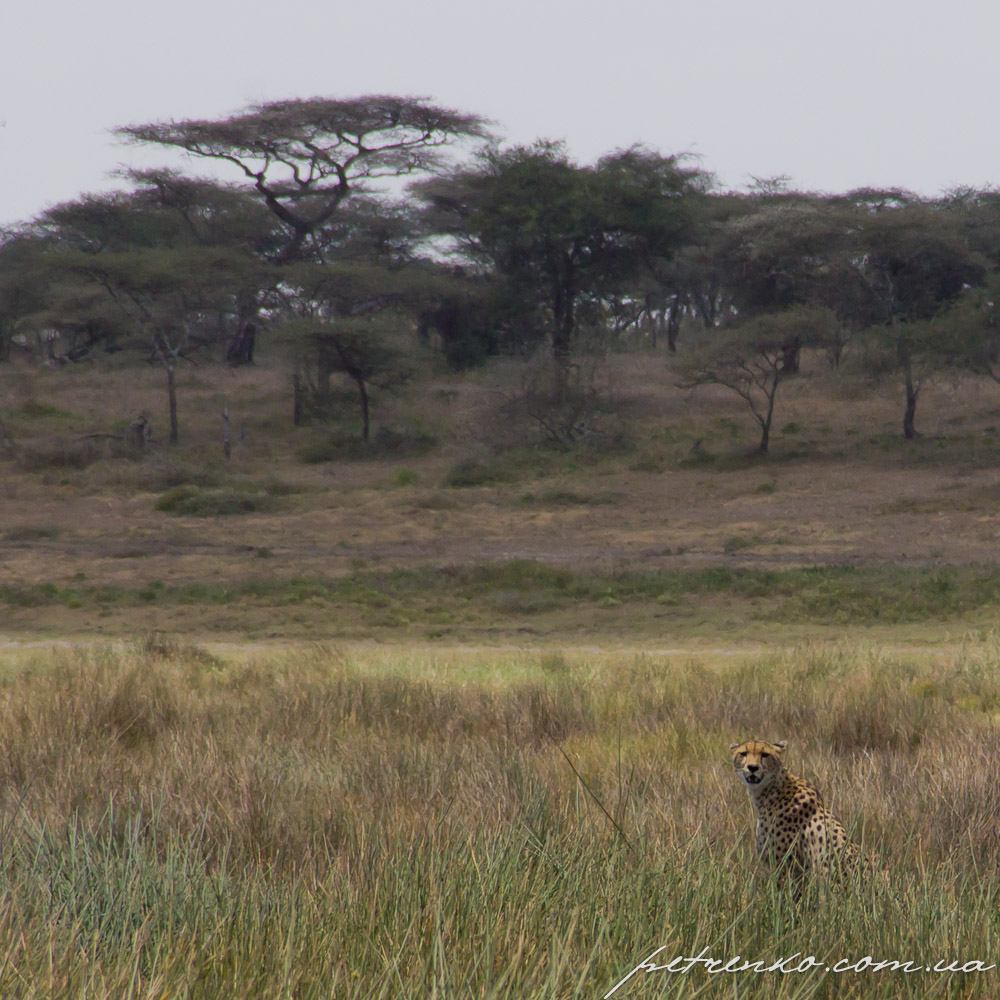
Naturschutzgebiet in Meatu

## Wirtschaft und Infrastruktur
| Beinahe die Hälfte der Fläche des Bezirkes sind Naturreservate, der Großteil der zweiten Hälfte wird landwirtschaftlich genutzt. - Landwirtschaft: Die Landwirtschaft ist der wichtigste Wirtschaftsfaktor des Distrikts, sie generiert über neunzig Prozent der Wirtschaftsleistung. Die Hauptnahrungsmittel sind Hirse, Mais, Süßkartoffeln, Reis und Hülsenfrüchte. Für den Handel werden Baumwolle, Sonnenblumen, Öl und Weizen angebaut. Neben dem Ackerbau ist die Viehzucht eine wichtige Einnahmequelle. In Meatu werden 387.000 Rinder, 310.000 Hühner, 286.000 Ziegen und 114.000 Schafe gehalten. - Fischerei: Am Eyasisee und im Fluss Sibiti wird Fischerei betrieben, es sind jedoch weniger als ein Prozent der Haushalte des Distrikts mit dem Fischfang beschäftigt. - Tourismus: Für den Tourismus interessant sind die Anteile am Serengeti-Nationalpark, dem Ngorongoro-Naturschutzgebiet und vor allem die Pufferzone Maswa Game Reserve und die Mwiba Wildlife Ranch (früher Makao Open Area). - Straßen: Im Distrikt gibt es 1032 Kilometer an Straßen. Durch das Verwaltungszentrum Mwanhuzi verläuft die Fernstraße von Arusha nach Shinyanga, die anderen Straßen haben nur regionale oder lokale Bedeutung. | Hier fehlt eine Grafik, die leider im Moment aus technischen Gründen nicht angezeigt werden kann. Wir arbeiten daran! |